# 霍恩洛厄-朗根堡的阿德海德
霍恩洛厄-朗根堡的阿德海德（德語：Adelheid zu Hohenlohe-Langenburg，1835年7月20日—1900年1月25日），什勒斯維希-霍爾斯坦公爵夫人，霍恩洛厄-朗根堡親王恩斯特一世的女兒。

## 家庭
1856年，阿德海德與什勒斯維希-霍爾斯坦的腓特烈結婚，兩人共有3子4女：
1. 腓特烈（1857年—1858年），夭折
2. 奧古斯塔·維多利亞（1858年—1921年），德意志皇后
3. 卡羅琳·瑪蒂爾德（1860年—1932年），什勒斯維希-霍爾斯坦公爵夫人
4. 格哈德（1862年—1862年），夭折
5. 恩斯特·金特（1863年—1921年），什勒斯維希-霍爾斯坦公爵
6. 路易絲·索菲（1866年—1952年）
7. 費奧多拉·阿德海德（1874年—1910年）